# Austrosaurus
Az Austrosaurus (nevének jelentése 'déli gyík') a sauropoda dinoszauruszok egyik neme, amely Ausztráliában, a középnyugat-queenslandi Allaru-agyagkő területén élt, a kora kréta korban (mintegy 98–95 millió évvel ezelőtt).

## Felfedezés és fajok
A maradványokat H.B. Wade fedezte fel Clutha Stationnél, az észak-queenslandi Maxwelton közelében, 1932-ben, majd értesítette az állomás vezetőjét, H. Mackillopot, akinek a testvére továbbította a leletet a Queensland Múzeumba. Az Austrosaurusról Heber Longman készített leírást 1933-ban.
Az Austrosaurus fajai:
- A. mackillopi
- A. sp. ("Elliot")

1999-ben a középnyugat-queenslandi Winton közelében egy birtokon Dave Elliott rábukkant egy sauropoda combcsontjára, ami az addigi legnagyobb Ausztráliában talált dinoszauruszhoz tartozott, amely az 'Elliot' becenevet kapta. Ugyanitt több borda darabjaira is rátaláltak. Később Dr. Mary Wade egy kisebb, 'Mary' becenevű sauropodát is felfedezett a területen. A korai jelek alapján ez az állat, azonos nembe, vagy egy másik nem tagjaként az Austrosaurus mackillopi közeli rokonságába tartozott.
2007. május 3-án két 2004-ben, a délnyugat-queenslandi Eromanga közelében előkerült óriás titanosaurus maradványait állították ki a brisbane-i Queensland Museumban. Erről a leletről az ABC televíziótársaság az addig Ausztráliábsn talált legnagyobb, még 'Elliotét' is felülmúló méretű csontként számolt be.

## Ősbiológia
Eredetileg úgy vélték, hogy a sauropodák vízben vagy vízközelben töltötték az idejüket, hogy a lábaikat tehermentesítsék a saját tömegüktől. Azonban ezt az elméletet később elvetették, és ennek megfelelően az Austrosaurust a többi sauropodához hasonlóan szárazföldi állatnak tartják. A leletek alapján a csípőmagassága körülbelül 3,9, a vállmagassága pedig 4,1 méter lehetett, miáltal a háta majdnem vízszintesen állt.

## Osztályozás
Kezdetben az Austrosaurust a Patagosaurushoz vagy Shunosaurushoz hasonló cetiosauridának tekintették. Azonban a maradványok későbbi újraértékelése, valamint 'Elliot' felfedezése után Ralph Molnar a csigolyák különféle jellemzői alapján úgy találta, hogy a titanosaurusok közé tartozik.

## Fordítás
- Ez a szócikk részben vagy egészben a Austrosaurus című angol Wikipédia-szócikk ezen változatának fordításán alapul.  Az eredeti cikk szerkesztőit annak laptörténete sorolja fel. Ez a jelzés csupán a megfogalmazás eredetét és a szerzői jogokat jelzi, nem szolgál a cikkben szereplő információk forrásmegjelöléseként.